# دریاچه نیوس
دریاچه نیوس (به لاتین: Lake Nyos) یک منطقهٔ مسکونی در کامرون است که در منطقه شمال غربی (کامرون) واقع شده‌است.